# Liste der Kulturgüter in Stallikon
Die Liste der Kulturgüter in Stallikon enthält alle Objekte in der Gemeinde Stallikon im Kanton Zürich, die gemäss der Haager Konvention zum Schutz von Kulturgut bei bewaffneten Konflikten, dem Bundesgesetz vom 20. Juni 2014 über den Schutz der Kulturgüter bei bewaffneten Konflikten sowie der Verordnung vom 29. Oktober 2014 über den Schutz der Kulturgüter bei bewaffneten Konflikten unter Schutz stehen.
Objekte der Kategorien A und B sind vollständig in der Liste enthalten, Objekte der Kategorie C fehlen zurzeit (Stand: 1. Januar 2023). Unter übrige Baudenkmäler sind weitere geschützte Objekte zu finden, die im Verzeichnis der Objekte von überkommunaler Bedeutung der kantonalen Denkmalpflege zu finden und nicht bereits in der Liste der Kulturgüter enthalten sind.

## Kulturgüter
| Foto | | Objekt                                                             | Kat. | Typ | Standort                                       | Beschreibung |
| ---- | --- | ------------------------------------------------------------------ | ---- | --- | ---------------------------------------------- | --- |
| ja   | Datei hochladen · Wikidata zu Üetliberg, prähistorische Siedlungen und Bestattungsplätze, römische Siedlung, mittelalterliche Burg und Befestigungsanlagen (Q29574235) | Uetliberg KGS-Nr.: 07666                                           | A    | F   | 679500 / 244900                                | Umfasst spätbronze- und eisenzeitliche Siedlungen und Bestattungsplätze, römische Siedlung sowie mittelalterliche Burgruine und Befestigungsanlage (Hauptwall- und Vorwall) Objekt liegt zum Teil auf dem Gemeindegebiet von Uitikon (KGS-Nr. 11734) und Zürich (KGS-Nr. 11735). |
| ja   | Datei hochladen · Wikidata zu Mühle mit Nebenbauten (Q773511) | Mühle mit Nebenbauten KGS-Nr.: 10082                               | A    | G   | Aumüli 2–16 679131 / 239575                    | |
| ja   | Datei hochladen · Wikidata zu Reformierte Kirche Stallikon (Q29933127)                                                                                                 | Reformierte Kirche mit Pfarrhaus und Waschhaus KGS-Nr.: 07667      | B    | G   | Dorfstrasse 5 / Chilegasse 230 679544 / 242192 | |
| ja   | Datei hochladen · Wikidata zu Sellenbüren / Ofengüpf, mittelalterliche Burgstelle (Q1013983)                                                                           | Sellenbüren / Ofengüpf, mittelalterliche Burgstelle KGS-Nr.: 07668 | B    | F   | 679200 / 244300                                | |
| ja   | Datei hochladen · Wikidata zu Burg Baldern (Q1010900) | Baldern, mittelalterliche Burgstelle KGS-Nr.: 12689                | B    | F   | Felsenegg 680676 / 240975                      | |

## Übrige Baudenkmäler
| ID                   | Foto |                                                         | Objekt                            | Kat.    | Typ | Standort                                  | Beschreibung |
| -------------------- | ---- | ------------------------------------------------------- | --------------------------------- | ------- | --- | ----------------------------------------- | ------------ |
| 01300228             | ja   | Datei hochladen                                         | Reformiertes Pfarrhaus            | B reg.  | G   | Dorfstrasse 5 679539 / 242231             |              |
| 01300229             | ja   | Datei hochladen                                         | Waschhaus                         | B reg.  | G   | Dorfstrasse 5 bei 679551 / 242224         |              |
| 01300232             | ja   | Datei hochladen                                         | Speicher                          | B reg.  | G   | Stallikon Dorf 679547 / 242162            |              |
| 01300381             | ja   | Datei hochladen                                         | Aumüli, Scheune                   | B kant. | G   | Aumüli 679153 / 239576                    |              |
| 01300387             | ja   | Datei hochladen                                         | Aumüli, Scheune                   | B kant. | G   | Aumüli 679168 / 239571                    |              |
| 01300390             | ja   | Datei hochladen                                         | Aumüli, Sägerei                   | B kant. | G   | Aumüli 679114 / 239577                    |              |
| 01300391             | ja   | Datei hochladen                                         | Aumüli, Ökonomiegebäude           | B kant. | G   | Aumüli 679139 / 239601                    |              |
| 01300566             | ja   | Datei hochladen                                         | Wohnhaus                          | C       | G   | Hinterbuchenegg 680383 / 239721           |              |
| 01300605             | ja   | Datei hochladen                                         | Berghaus Baldern                  | B reg.  | G   | Gratstrasse / Gut Mädikon 680257 / 241774 |              |
| 013BEI00389          | ja   | Datei hochladen                                         | Aumüli, Wasserrad                 | B kant. | G   | Aumüli 679119 / 239576                    |              |
| 013BURG00002         | ja   | Datei hochladen · Wikidata zu Burg Uetliburg (Q1014319) | Standort der ehemaligen Uetliburg | B reg.  | F   | Uetliberg, Uto Kulm 679478 / 244862       |              |
| 013WR-Affoltern00012 | ja   | Datei hochladen                                         | Aumüli, Wasserkraftanlage         | B kant. | G   | Aumüli 679119 / 239652                    |              |

Legende: Im Wesentlichen siehe Legende der Liste der Kulturgüter von nationaler und regionaler Bedeutung, mit folgenden Ausnahmen:
- Anstelle der KGS-Nummer wird als Objekt-Identifikator (ID) die Inventarnummer im Verzeichnis der Objekte von überkommunaler Bedeutung des kantonalen Denkmalschutzamtes verwendet.
- Bei den Kategorien wird wie folgt unterschieden: B kant. = Objekt von kantonaler Bedeutung (Kanton Zürich); B reg. = Objekt von regionaler Bedeutung (Kanton Zürich).